# أيتارو ماتسودا
أيتارو ماتسودا (باليابانية: 松田詠太郎) هو لاعب كرة قدم ياباني، ولد في 20 مايو 2001 في يوكوهاما في اليابان. لعب مع يوكوهاما إف مارينوس.

## وصلات خارجية
- أيتارو ماتسودا على موقع رابطة كرة القدم اليابانية للمحترفين (اليابانية)
- أيتارو ماتسودا على موقع إي إس بي إن إف سي (الإنجليزية)
- أيتارو ماتسودا على موقع قاعدة بيانات كرة القدم.إي يو (الإنجليزية)
- أيتارو ماتسودا على موقع Soccerway.com (الإنجليزية)
- أيتارو ماتسودا على موقع عالم كرة القدم.نت (الإنجليزية)